# Darnitsya (métro de Kiev)
Darnitsya (ukrainien : Дарниця) est une station de la ligne Svyatochins'ko-Brovars'ka (M1) du métro de Kiev. Elle est située, sur la rive gauche du Dniepr, dans le raïon de Dnipro de la ville de Kiev en Ukraine.
Mise en service en 1965, elle est desservie par les rames de la ligne M1. Le service est arrêté ou perturbé depuis l'invasion de l'Ukraine par la Russie en 2022.

## Situation sur le réseau
Établie en surface, la station Darnitsya, est une station de passage de la Ligne Svyatochins'ko-Brovars'ka (M1) du métro de Kiev. Elle est située entre la station Livoberejna, en direction du terminus ouest Akademmistetchko, et la station Tchernihivska, en direction du terminus est, Lisova.
Elle dispose d'un quai central encadré par les deux voies de la ligne. Une troisième voie, en parallèle avec les voies à quais, la traverse avant de rejoindre le dépôt de la ligne.

## Histoire
La station Darnitsya est mise en service le 5 novembre 1965, lors de l'ouverture à l'exploitation de la section, comprenant un pont du métro sur le  Dniepr, de Dnipro à Darnitsya. La station est due aux architectes : ET. Maslenkov et V. Bogdanovsky.

## Services aux voyageurs

### Accès et accueil

Installations
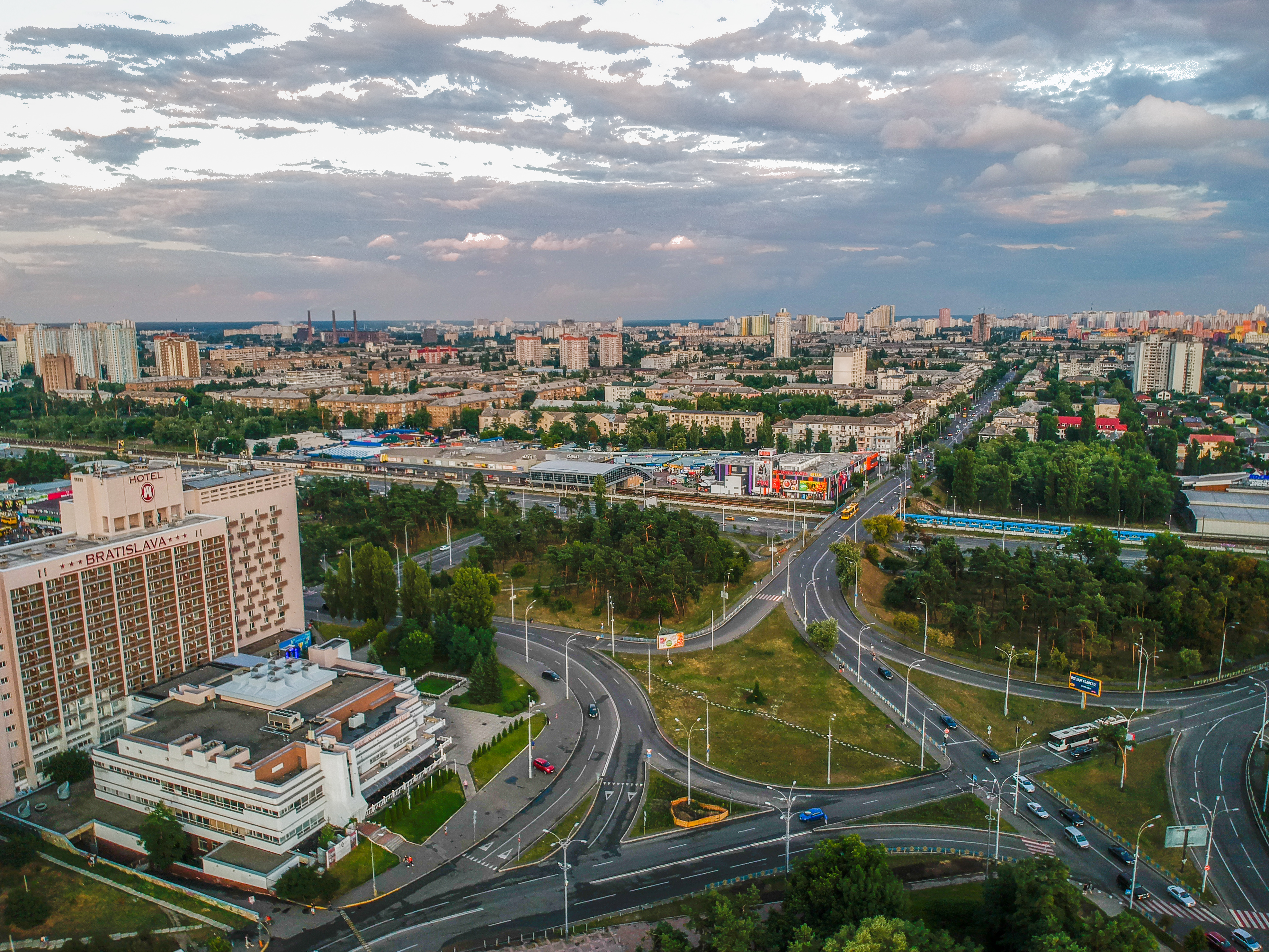
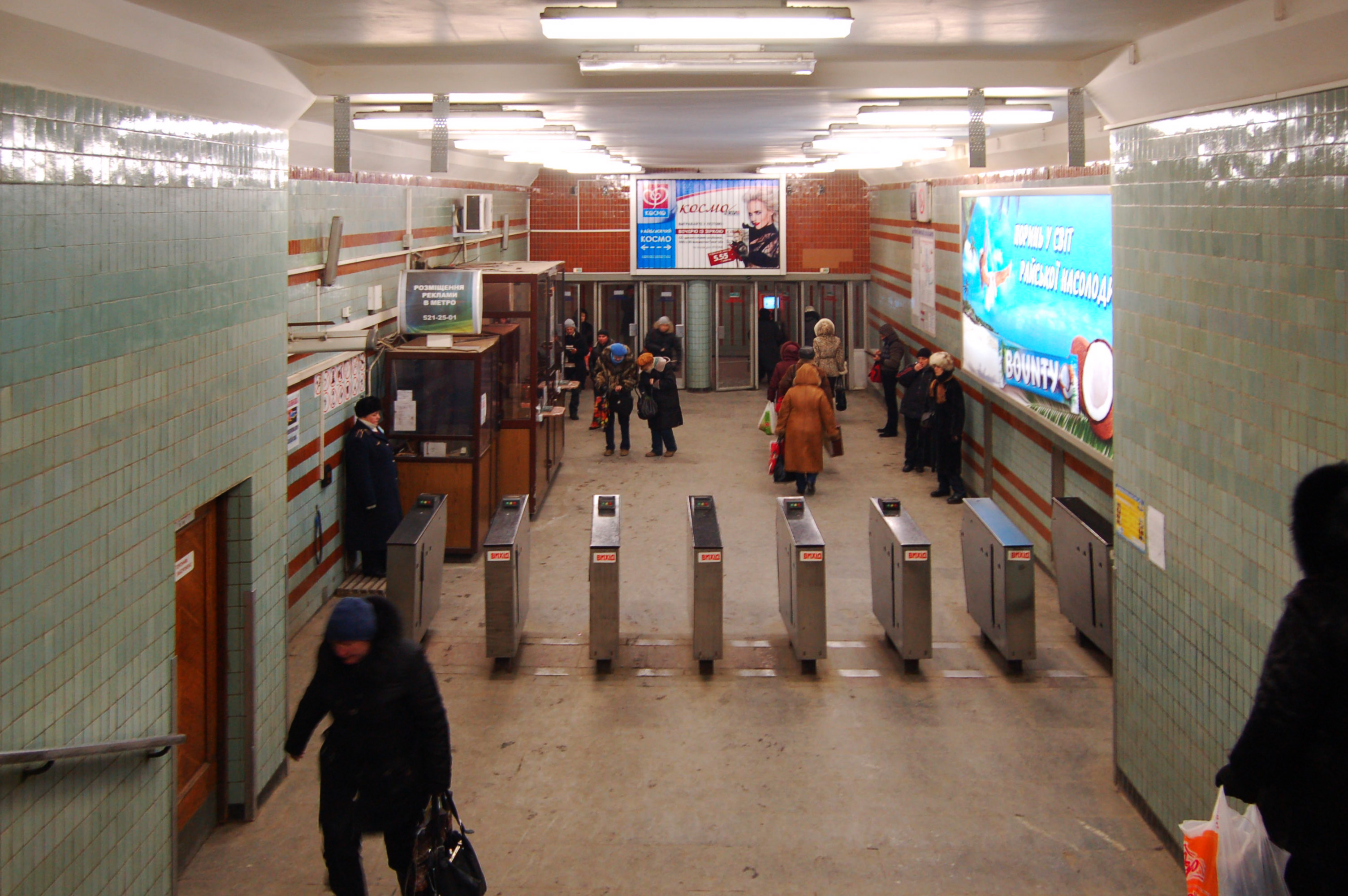
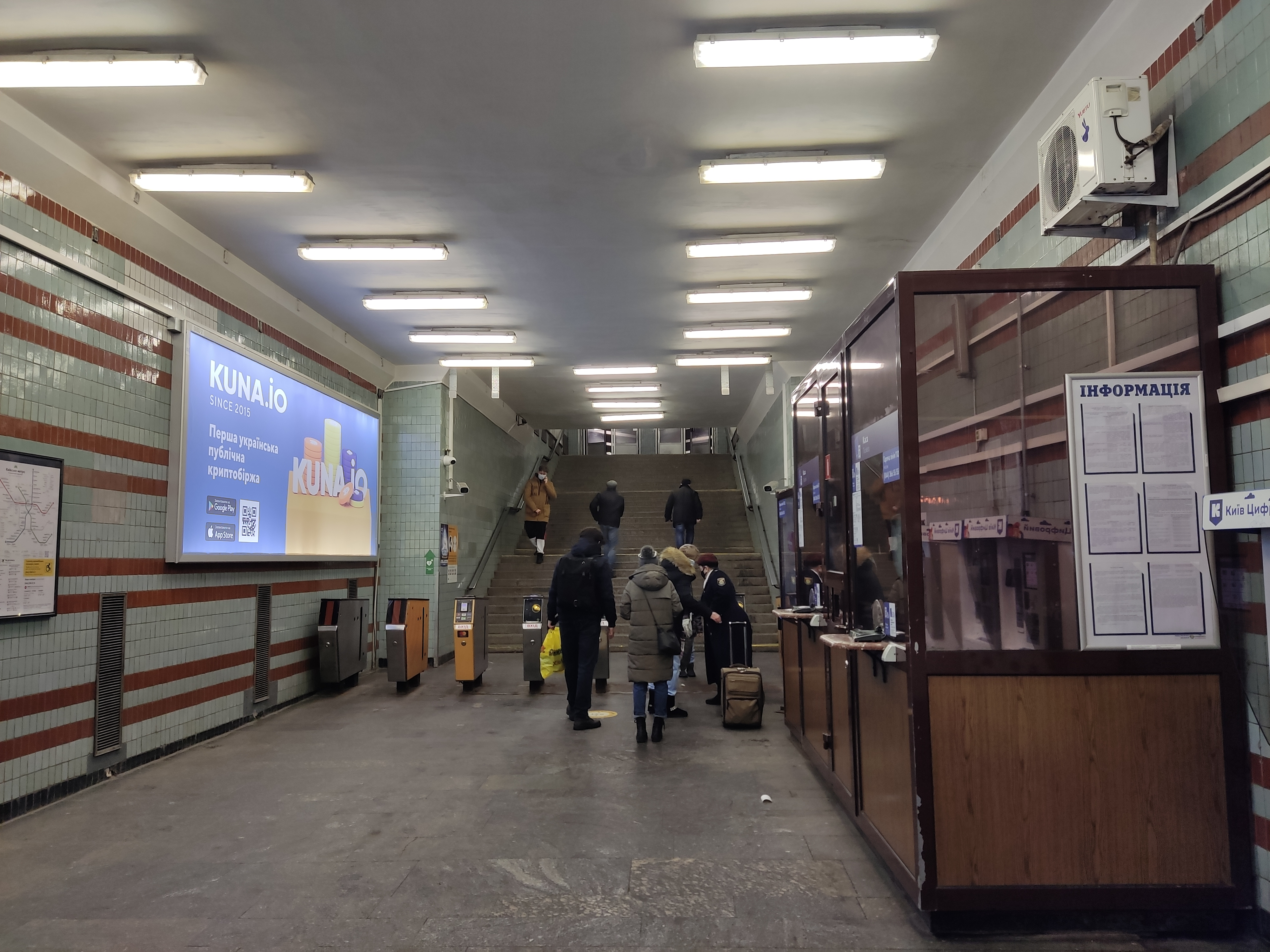

### Desserte
Darnitsya est desservie par les rames de la ligne M1.

Installations et desserte
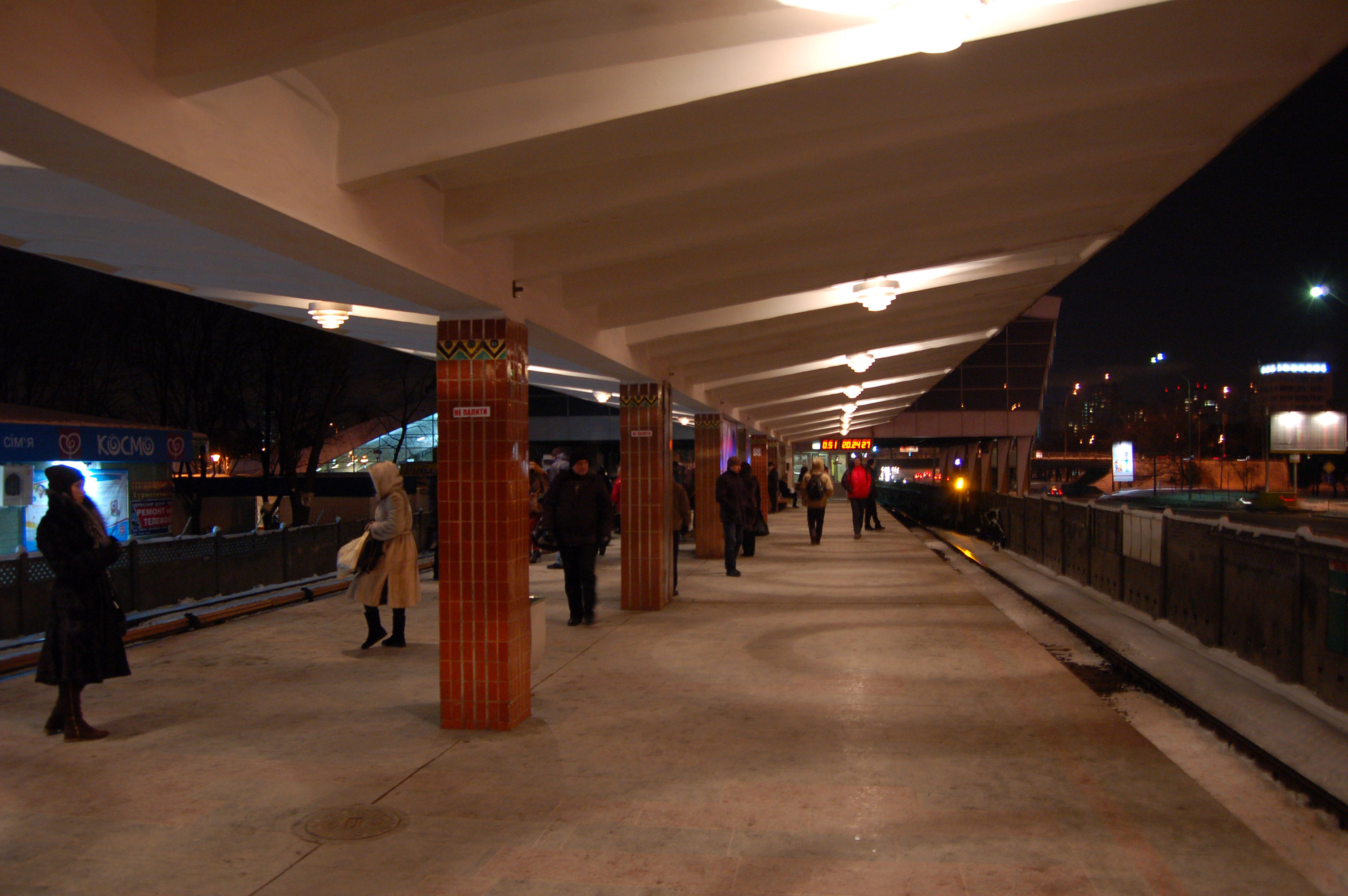
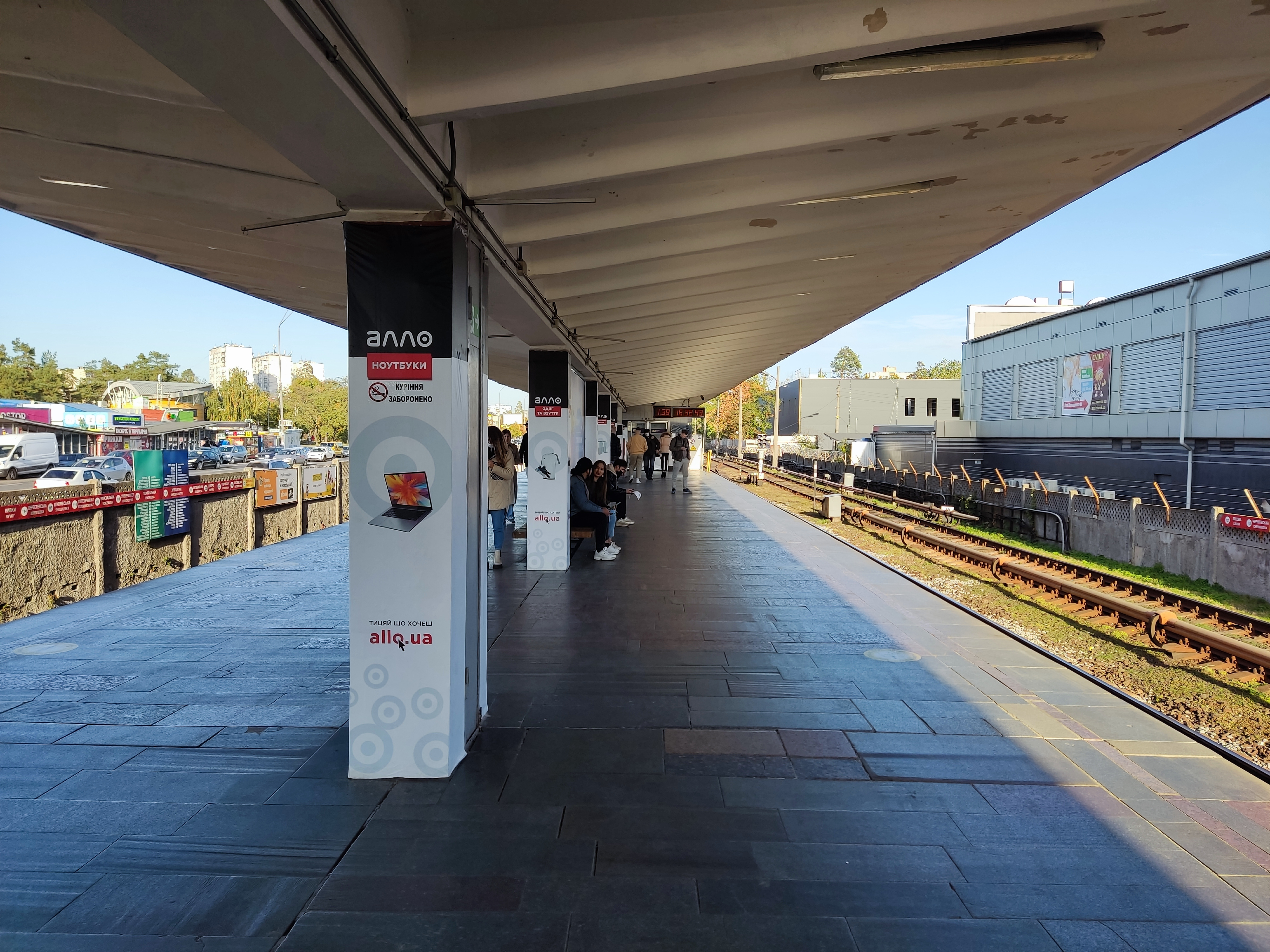
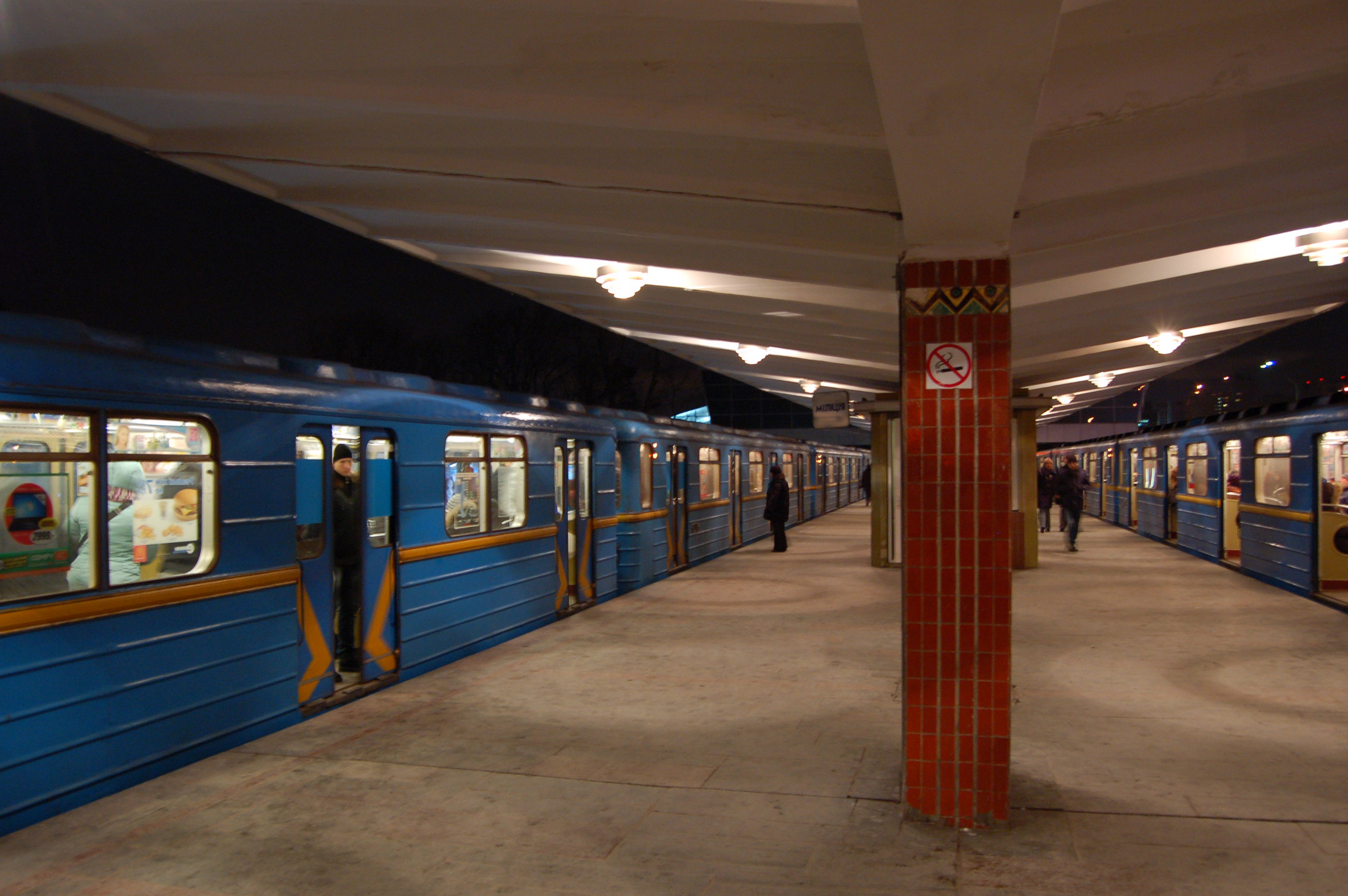